# 2016年リオデジャネイロオリンピックのマレーシア選手団
2016年リオデジャネイロオリンピックのマレーシア選手団（2016ねんリオデジャネイロオリンピックのマレーシアせんしゅだん）は、2016年8月5日から8月21日にかけてブラジルのリオデジャネイロで開催された2016年リオデジャネイロオリンピックのマレーシア選手団、およびその競技結果。

## 概要
今大会は銀メダル4個、銅メダル1個の合計5個のメダルを獲得した。
自転車男子ケイリンではアジズル・ハスニ・アウァンが銅メダルを獲得、マレーシア勢初めてのオリンピックの自転車競技オリンピックメダル獲得となった。

## メダル
| メダル | 選手名                                    | 競技         | 種目                  |
| ------ | ----------------------------------------- | ------------ | --------------------- |
| 銀     | チョン・ジュン・フーン パンデレラ・リノン | 飛込         | 女子10mシンクロ高飛込 |
| 銀     | リー・チョンウェイ                        | バドミントン | 男子シングルス        |
| 銀     | ゴー・V・シェム タン・ウィー・キョン      | バドミントン | 男子ダブルス          |
| 銀     | チャン・ピン・スン ゴ・リュー・イン       | バドミントン | 混合ダブルス          |
| 銅     | アジズル・ハスニ・アウァン                | 自転車       | 男子ケイリン          |